# Montereau-Fault-Yonne
Montereau-Fault-Yonne is een gemeente in het Franse departement Seine-et-Marne (regio Île-de-France) en telt 18.339 inwoners (2014). De plaats maakt deel uit van het arrondissement Provins.

## Geografie
De oppervlakte van Montereau-Fault-Yonne bedraagt 9,1 km², de bevolkingsdichtheid is 2015 inwoners per km². Hier vloeien de Seine en de Yonne samen.
De onderstaande kaart toont de ligging van Montereau-Fault-Yonne met de belangrijkste infrastructuur en aangrenzende gemeenten.

## Demografie
Onderstaande figuur toont het verloop van het inwonertal (bron: INSEE-tellingen).

## Geschiedenis en erfgoed
De kapittelkerk werd ingewijd in 1195. De huidige kerk kende bouwfases in de 12e eeuw (gotiek) en de 16e eeuw (renaissance).
Op de brug waar de Seine en de Yonne samenvloeien werd de Bourgondische hertog Jan zonder Vrees vermoord op 10 september 1419, tijdens zijn onderhoud met de dauphin, de latere Karel VII van Frankrijk.
Napoleon Bonaparte leverde er op 18 februari 1814 slag tegen Oostenrijk en het koninkrijk Württemberg. Dankzij zijn overwinning, een van zijn laatste, slaagde hij erin het oprukken van de vijand die tot op 50 km van Parijs genaderd was, tijdelijk een halt toe te roepen. Uiteindelijk leidde het tot zijn verbanning naar Elba. Als herinnering aan de overwinning werd in 1867 op de brug een ruiterstandbeeld van Napoleon opgericht.
De stad en de kapittelkerk werden zwaar beschadigd bij een Duitse bombardement in juni 1940.

### Galerij

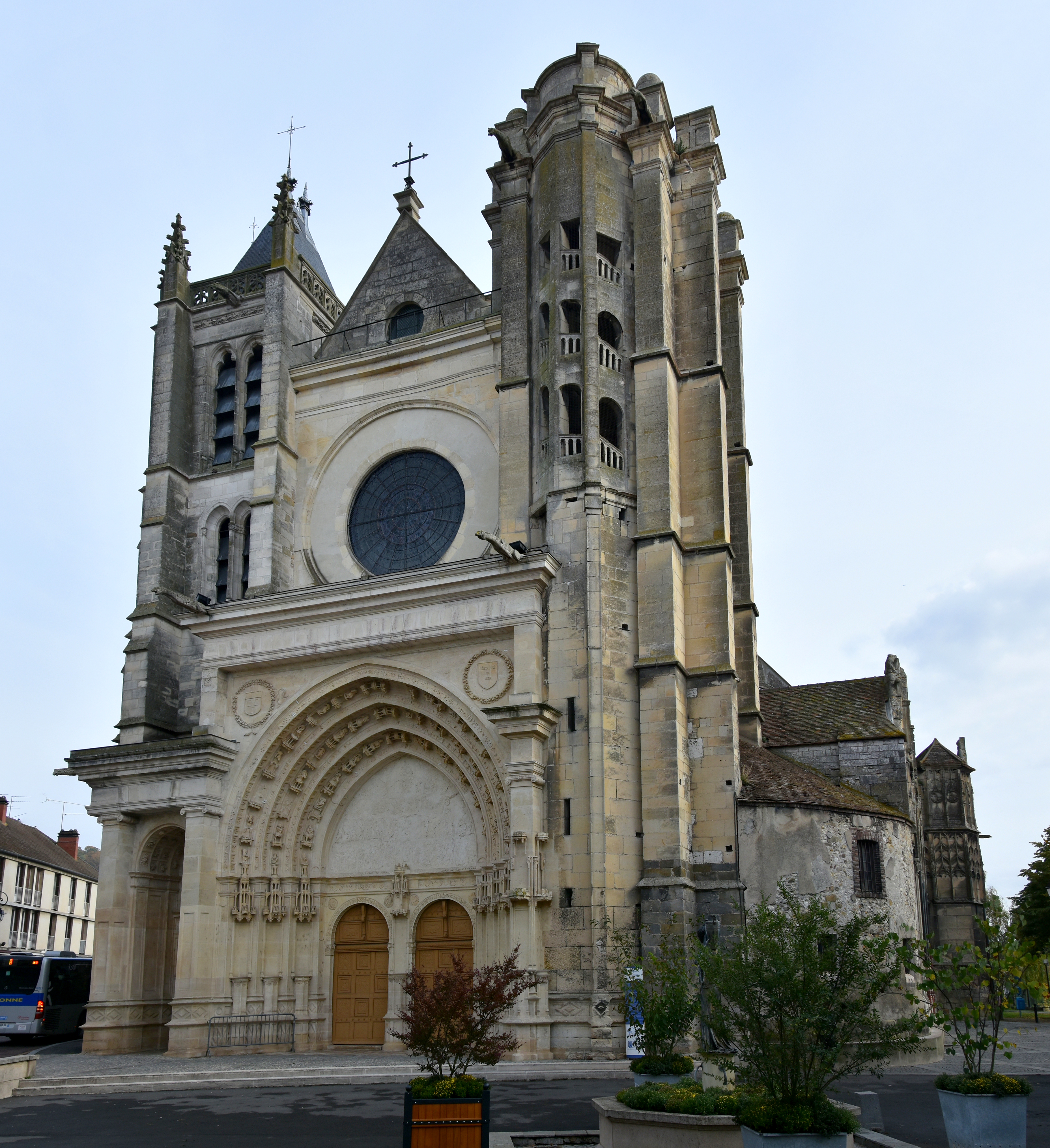
De Collégiale Notre-Dame-et-Saint-Loup
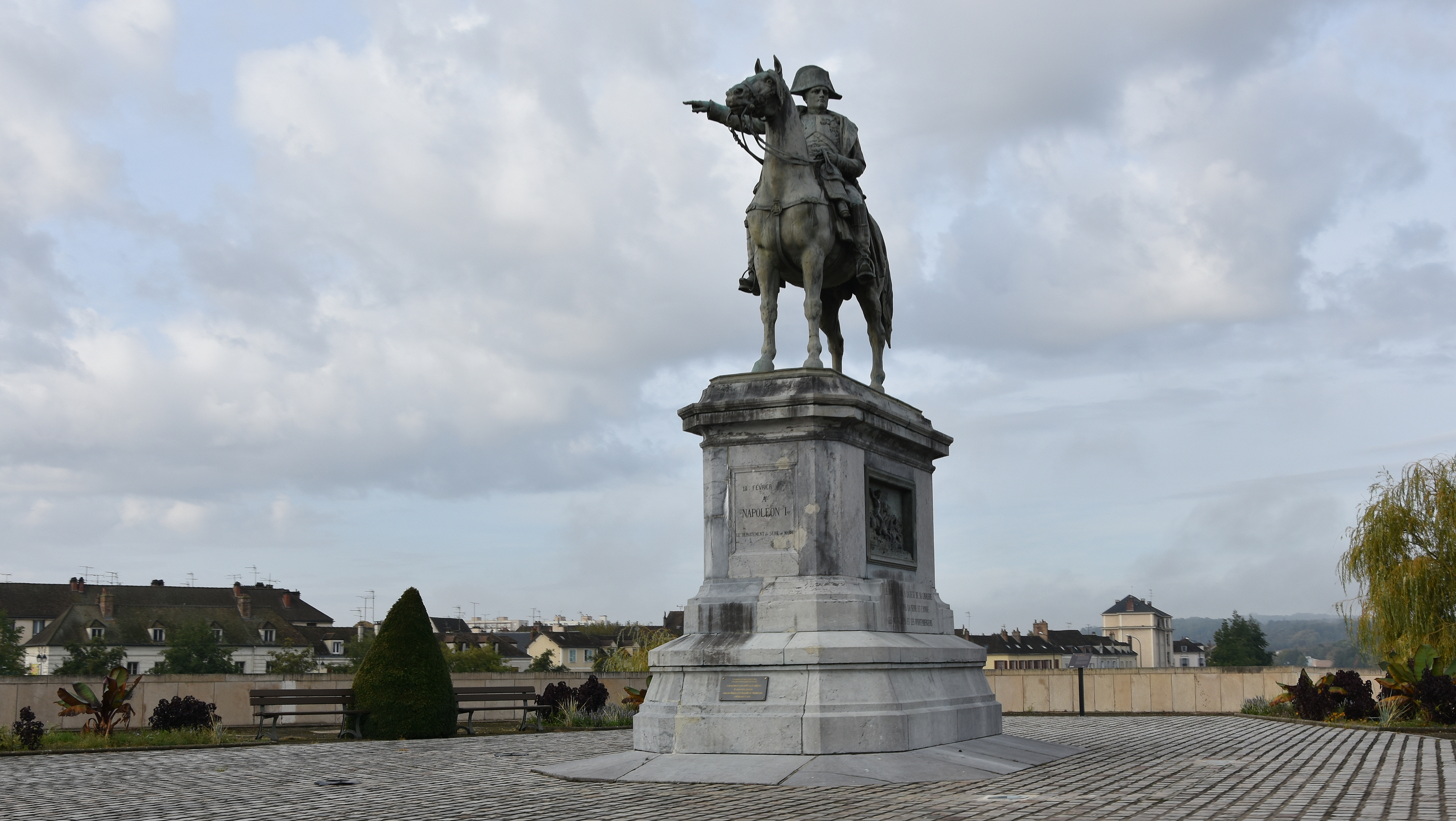
Het standbeeld van Napoleon Bonaparte

## Geboren in Montereau-Fault-Yonne
- Charlotte de Turckheim (1955), actrice
- Neeskens Kebano (1992), Frans-Congolese voetballer